# صداقة مع ابن شقيق فيتغنشتاين
صداقة مع ابن شقيق فيتغنشتاين (بالألمانية: Wittgensteins Neffe. Eine Freundschaft) هو سيرةٌ ذاتيَّة لتوماس برنهارد نشرت لأول مرة عام 1982. تُعد استذكارًا لصداقة المؤلف مع باول فيتغنشتاين، ابن شقيق لودفيغ فيتغنشتاين وعضوٌ في عائلة فيتغنشتاين [الإنجليزية] الثريَّة في فيينا. كان باول يُعاني من مرضٍ عقلي غير مسمًى، والذي أُدخل المستشفى بسببه بشكلٍ مُتكرر، بالتزامن لصراع توماس برنهارد مع مرض رئوي مُزمن.
تُرجمت الرواية من اللغة الألمانيَّة إلى العربيَّة بواسطة سمير جريس، نشرت الطبعة الأولى عام 2005 تحت عنوان «صداقة مع ابن أخي فيتغنشتاين» عن دار المدى للطباعة والنشر والتوزيع، كما نشرت الطبعة الأولى عام 2019 تحت عنوان «صداقة مع ابن شقيق فيتغنشتاين» عن دار ممدوح عدوان للنشر والتوزيع ودار سرد للنشر.